# Seznam italských bitevních lodí

Vittorio Veneto

Seznam italských bitevních lodí zahrnuje bitevní lodě postavené pro Italské královské námořnictvo. Uvedena jsou také jména jednotek v rámci jednotlivých tříd.

## Obrněné lodě

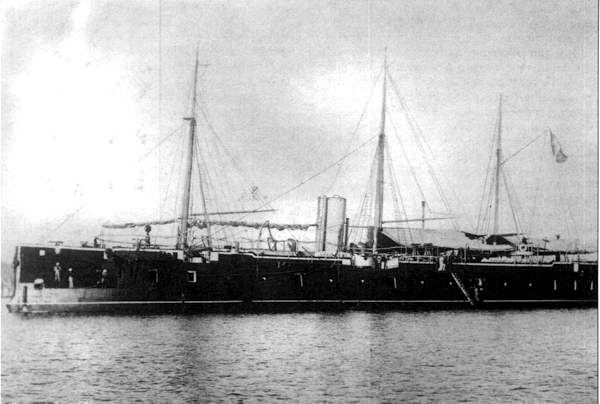
Formidable

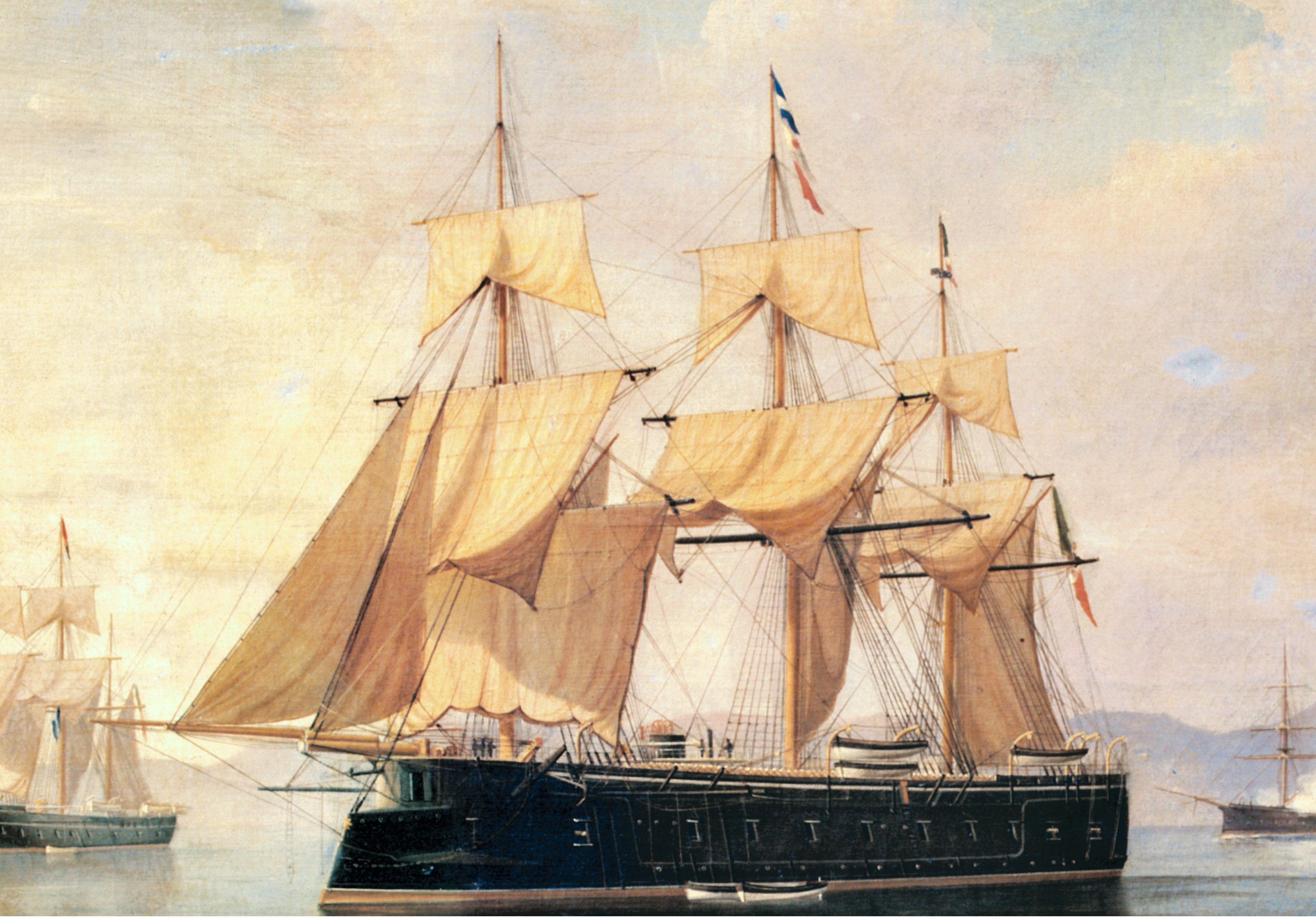
Principe Amedeo

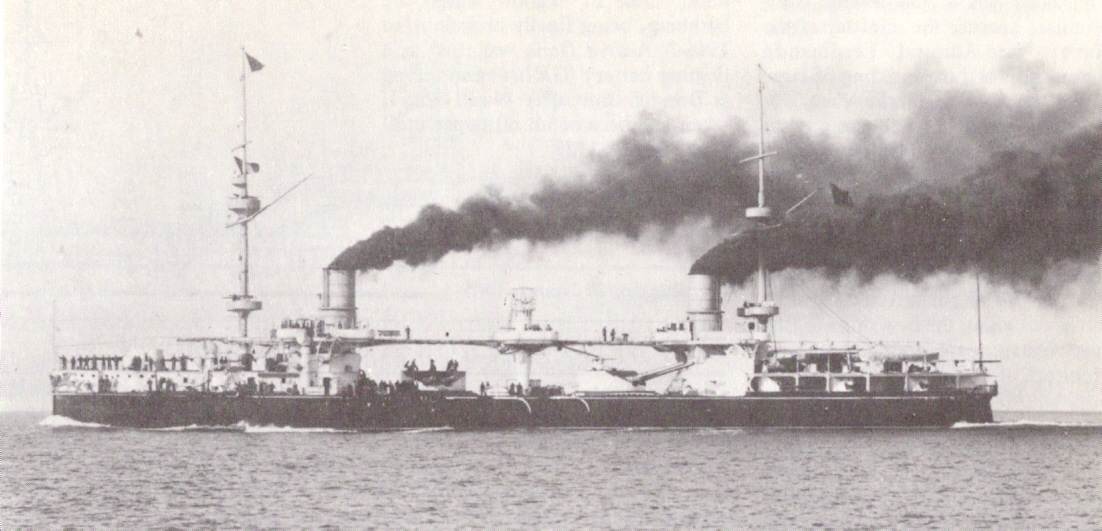
Dandolo

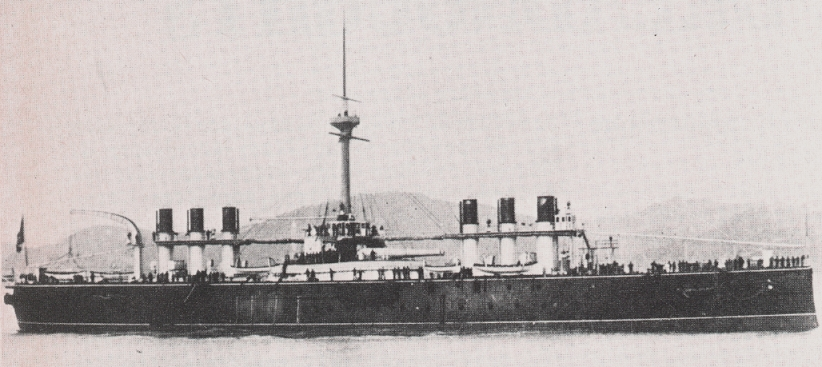
Italia

- Třída Formidabile
  - Formidble
  - Terrible

- Třída Principe di Carignano
  - Principe di Carignano
  - Messina
  - Conte Verde

- Třída Re d'Italia
  - Re d'Italia
  - Re di Portogallo

- Třída Regina Maria Pia
  - Regina Maria Pia
  - San Martino
  - Castelfidardo
  - Ancona

- Třída Roma
  - Roma
  - Venezia

- Affondatore

- Třída Principe Amedeo
  - Principe Amedeo
  - Palestro

- Třída Caio Duilio
  - Duilio
  - Dandolo

- Třída Italia
  - Italia
  - Lepanto

- Třída Ruggiero di Lauria
  - Ruggiero di Lauria
  - Francesco Morosini
  - Andrea Doria

- Třída Re Umberto
  - Re Umberto
  - Sicilia
  - Sardegna

## Pre-dreadnoughty

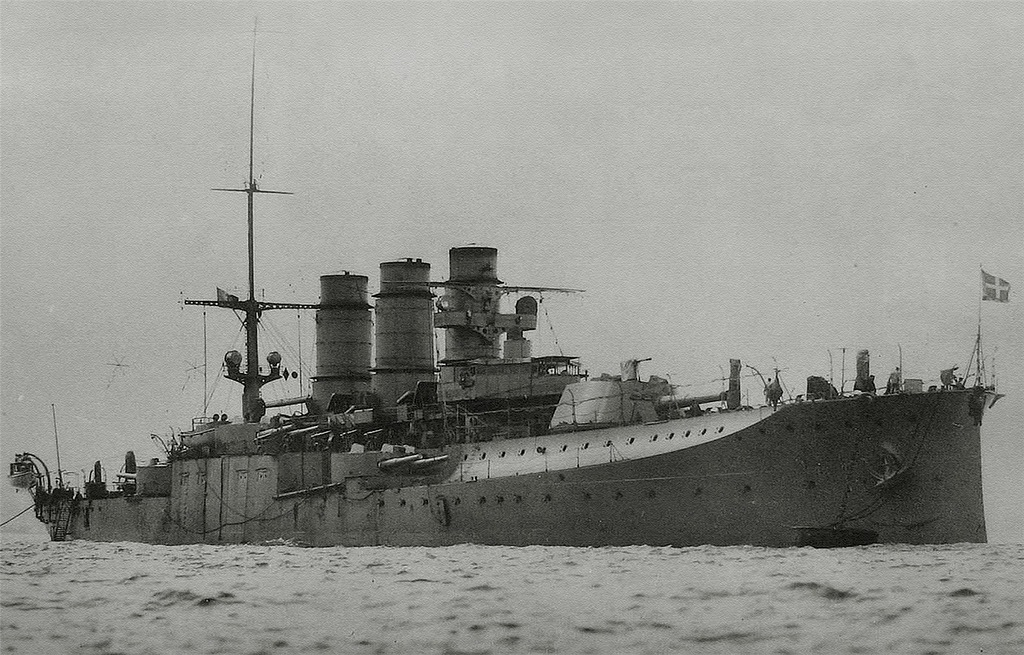
Roma

- Třída Ammiraglio di Saint Bon
  - Ammiraglio di Saint Bon
  - Emanuele Filiberto

- Třída Regina Margherita
  - Regina Margherita
  - Benedetto Brin

- Třída Regina Elena
  - Regina Elena
  - Vittorio Emanuele
  - Roma
  - Napoli

## Dreadnoughty

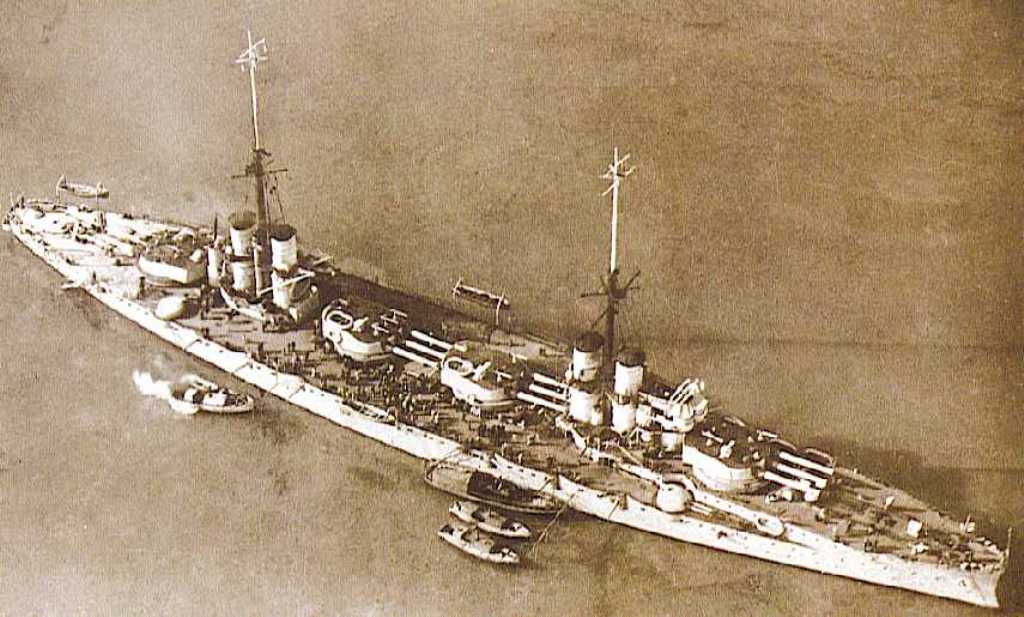
Dante Alighieri

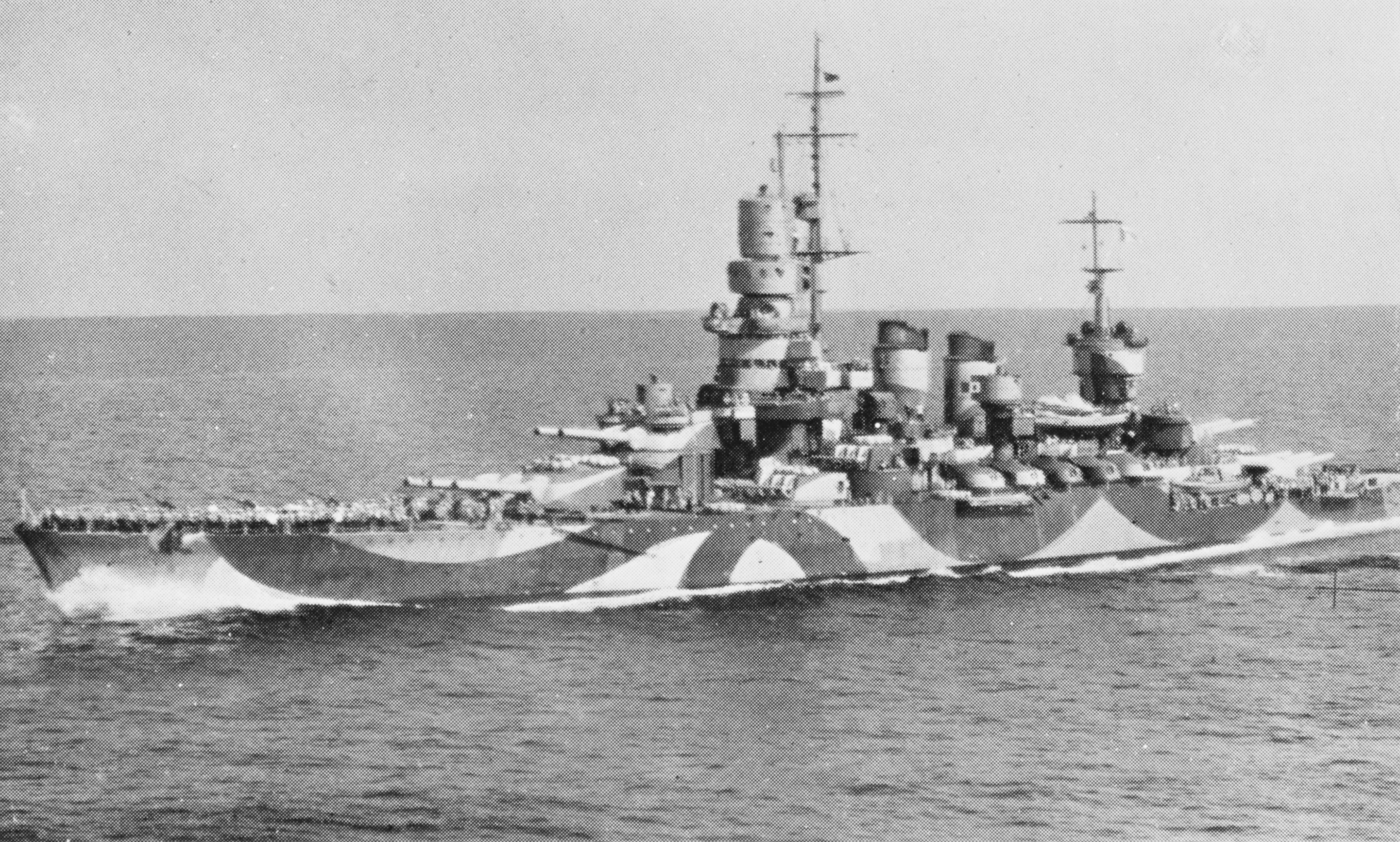
Andrea Doria

- Dante Alighieri

- Třída Conte di Cavour
  - Conte di Cavour
  - Giulio Cesare
  - Leonardo da Vinci

- Třída Andrea Doria
  - Andrea Doria
  - Caio Duilio

## Superdreadnoughty
- Třída Caracciolo (stavba zrušena)
  - Francesco Caracciolo
  - Cristoforo Colombo
  - Marcantonio Colonna
  - Francesco Morosini

## Moderní bitevní lodě

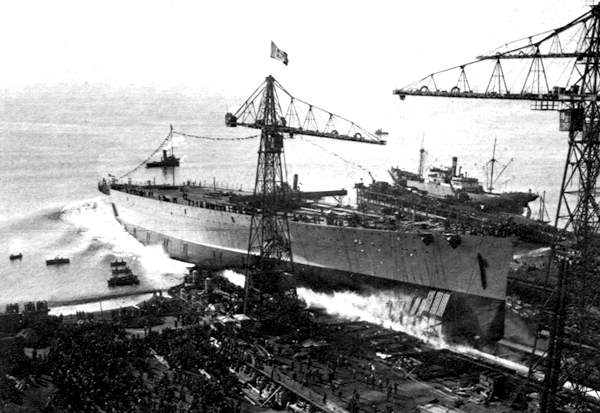
Impero

- Třída Littorio
  - Vittorio Veneto
  - Littorio
  - Roma
  - Impero